# Helga Jace
La dottoressa Helga Jace è un personaggio immaginario dell'universo DC Comics. È un personaggio di supporto della squadra degli Outsiders ed è una scienziata responsabile di aver conferito alla principessa Tara/Terra e a suo fratello maggiore, il principe Brion/Geo-Force, dei particolari poteri di controllo della Terra.
Helga Jace è apparsa principalmente nella serie TV animata Young Justice, doppiata da Grey DeLisle, e nella serie TV live-action Black Lightning, interpretata da Jennifer Riker visto il rapporto con Jefferson Pierce dai fumetti.

## Cronologia delle pubblicazioni
Creata da Mike W. Barr e Jim Aparo, Helga Jace è apparsa per la prima volta in Batman and the Outsiders #1 (1983) come alleata degli Outsiders.
Nella trama di Millennium, scritta da Steve Englehart e nella trama di Young Justice della 3° stagione (Young Justice Outsiders), Jace si rivela essere una cattiva con i propri scopi malvagi per Tara, Brion e Halo.

## Biografia di un personaggio immaginario
Helga Jace è una scienziata e genetista di Markovia che lavora per la famiglia reale. Dopo una rivoluzione a Markovia e la morte del re Viktor, Jace dà a Brion e Tara Markov poteri per aiutarli a combattere tramite il tir.  Successivamente, Jace diventa un alleato degli Outsiders, durante il quale riunisce Metamorpho con il suo amore perduto Sapphire Stagg e aiuta Halo a riacquistare i suoi ricordi.
In Millennium, Jace si rivela essere un alleato dei Manhunters . Quando tenta di attaccare Metamorpho, la sua arma genera un'ondata che li uccide entrambi.
Nel rilancio di DC Rebirth, Helga Jace è un'astrofisica e alleata di Kobra .  In Doomsday Clock, Jace supporta la teoria di Superman, che afferma che alcuni metaumani sono stati creati dal governo.
In Young Justice invece si scopre lavorare per Gretchen Goode e Ultra-Humanite per recuperare quelli che sarebbero i cloni di Tara e Brion Markov, considerati da lei i "suoi figli".

## Altri media
- Helga Jace appare in Black Lightning, interpretata da Jennifer Riker.[1] Questa versione è una scienziata pazza che ha creato il siero anti-invecchiamento di Tobias Whale ed è stata precedentemente incarcerata per i suoi esperimenti illegali. Nel presente, durante la seconda stagione, Jace è costretto ad aiutare Lynn Stewart e l'ASA a curare i bambini metaumani prima che Todd Green la liberi per conto di Whale. Jace viene catturata dal vice capo Henderson e posta sotto la custodia del dipartimento di polizia di Freeland prima che il cacciatore di taglie Instant la salvi e la porti a Markovia. Nel corso della terza stagione, Jace lavora per stabilizzare i metaumani di Markovia, finché non viene estratta da una squadra guidata da Black Lightning e in seguito uccisa dal comandante Carson Williams.
- Helga Jace appare in Young Justice, doppiata da Grey DeLisle .[2] Questa versione è una protetta dell'Ultra-Humanite, un membro della Luce e medico personale della famiglia reale di Markovia. Mentre lavora con la rete di traffico di metaumani del Barone Bedlam, trasforma Tara e Brion Markov in metaumani e uccide Gabrielle Daou, che in seguito viene resuscitata e diventa Violet Harper / Halo . Sfruttando il suo legame con Brion, Jace si reca negli Stati Uniti per infiltrarsi nella squadra di Nightwing . Per raggiungere i suoi obiettivi, inizia una relazione con Black Lightning e diventa la consigliera di Brion dopo che lui rovescia suo fratello Gregor come re di Markovia.[3][4][5]